# 73984 Claudebernard
73984 Claudebernard è un asteroide della fascia principale. Scoperto nel 1998, presenta un'orbita caratterizzata da un semiasse maggiore pari a 2,2364691 UA e da un'eccentricità di 0,1229165, inclinata di 5,86960° rispetto all'eclittica.